# Kuusamo
Kuusamo este o comună din Finlanda.